# جغرافیای اقتصادی
جغرافیای اقتصادی (انگلیسی: Economic geography) علم مطالعه مکان، پراکندگی و سازمان فضایی فعالیت‌های اقتصادی در جهان است. جغرافیای اقتصادی به‌طور سنتی شاخه‌ای از علم جغرافیا به‌شمار می‌رود، اما در دهه‌های اخیر تأثیرات علمی و سیاسی قابل ملاحظه و پی در پی‌ای را به دست آورده است. برخی اقتصاددانان آن را شاخه‌ای از علم اقتصاد نیز به‌شمار آورده‌اند.
جغرافیای اقتصادی دارای دیدگاه‌های گوناگونی در زمینه‌های مختلف است که شامل مکان‌یابی صنایع، تراکم اقتصادی، ترابری، تجارت خارجی، توسعه، املاک و مستغلات، اقتصاد اخلاقی، اقتصاد جنسیتی، اقتصاد شهری، رابطه میان محیط زیست و اقتصاد و جهانی‌شدن است.

## تاریخچه
تاریخچه جغرافیای اقتصادی تحت تأثیر دیدگاه‌های مختلفی به‌ویژه دیدگاه‌های علم اقتصاد و جغرافیا بوده‌است. قدیمی‌ترین متون درباره جغرافیا را می‌توان به استرابون جغرافی‌دان یونانی نسبت داد که حدود ۲۰۰۰ سال پیش نوشته شده‌است. هم‌زمان با توسعه دانش نقشه‌نگاری، جغرافی‌دانان بسیاری از جنبه‌های دانش جغرافیا را گسترش دادند. در سده‌های اخیر نقشه‌های تولید شده توسط کشورهای اروپایی موقعیت منابع و معادن سرزمین‌های واقع در قاره‌های آمریکا، آفریقا و آسیا را مشخص نمود. نخستین سفرنامه‌ها دارای توصیفات گوناگونی از مردم بومی، آب و هوا، مناظر و چشم‌اندازها و تولیدات مناطق مختلف بود. این کار باعث تشویق الگوهای توسعه تجارت قاره‌ای شد و عصر مرکانتیلیسم را هدایت و رهبری نمود.
جنگ جهانی دوم باعث افزایش آگاهی‌های جغرافیایی شد و برنامه بازسازی اقتصادی پس از جنگ باعث توسعه جغرافیای اقتصادی به‌عنوان یک رشته علمی گردید. در زمان محبوبیت نظریه جبر جغرافیایی، الزورت هانتینگتن و نظریه جبر اقلیمی او که بعدها مورد انتقاد قرار گرفت، بر رشته جغرافیای اقتصادی اثری مشخص گذاشت. نظریه‌پردازانی مانند یوهان هاینریش فن تونن و آلفرد وبر به بیان نظریات خود درباره توزیع و پراکندگی اقتصاد بر اساس موقعیت و مکان پرداختند. نظریه مکان‌مرکزی والتر کریستالر نیز از دیدگاه‌های مهم محسوب می‌شد.
امروزه جغرافی‌دانان اقتصادی تمایل به مطالعه تخصصی موضوعاتی مانند نظریه‌مان‌ها و تحلیل فضایی به کمک سامانه اطلاعات جغرافیایی، پژوهش‌های بازاریابی، جغرافیای حمل و نقل، ارزیابی قیمت املاک و مستغلات، توسعه منطقه‌ای و جهانی، برنامه‌ریزی، جغرافیای اینترنتی، نوآوری و شبکه‌های اجتماعی دارند.